# Gertrude Caton-Thompson
Gertrude Caton-Thompson (* 1. Februar 1888; † 18. April 1985) war eine britische Archäologin. 

## Leben
1893 verlor Gertrude Caton-Thompson ihren Vater, dieser hinterließ ihr ein beträchtliches Vermögen. Für den Rest ihres Lebens war sie somit finanziell unabhängig. Nach ihrer schulischen Ausbildung reiste sie viel, so in der Zeit von 1906 bis 1910 durch Frankreich, Italien, Malta und die Schweiz und in den Jahren 1907 und 1911 nach Ägypten. Dabei entdeckte sie ihre Leidenschaft für längst vergangene Kulturen und die Prähistorie.
1921 begann sie das Studium der prähistorischen Archäologie am University College London, dabei lernte sie das Ehepaar Petrie kennen. Erste Grabungserfahrungen machte sie mit den Petries 1921–22 in Abydos, 1923–25 grub sie mit Petrie und Guy Brunton in Qau el-Kebir, 1924–28 leitete sie Forschungen im nördlichen Fajum. In Simbabwe untersuchte sie 1929 die „Ruinen von Simbabwe“ im Auftrag der British Association for the Advancement of Science, weiters untersuchte sie die Oase Charga (1930–1934) und das südarabische Hadramaut (1937–1938).
Sie spezialisierte sich auf die Urgeschichte und widerlegte die Theorie von W. F. Hume vom Geological Survey of Egypt, dass es in Ägypten keine Prähistorische Zeit gegeben habe.

## Auszeichnungen & Ehrungen
- 1944 Mitglied (Fellow) der British Academy[1]
- 1954 Burton Medaille der Royal Asiatic Society für Verdienste in der Erkundung und Erforschung des Orients

## Veröffentlichungen (Auswahl)
- mit Guy Brunton: The Badarian Civilisation and predynastic remains near Badari (= British School of Archaeology in Egypt. 46, ZDB-ID 423806-0). British School of Archaeology in Egypt, London 1928.
- The Zimbabwe Culture. Ruins and reactions. Clarendon Press, Oxford 1931.
- mit Elinor W. Gardner: The Desert Fayum. 2 Bände. The Royal Anthropological Institute of Great Britain and Ireland, London 1934.
- The Tombs and Moon Temple of Hureidha (Hadhramaut) (= Reports of the Research Committee of the Society of Antiquaries of London. 13, ISSN 0953-7163). Society of Antiquaries, Oxford 1944.
- Kharga Oasis in Prehistory. The Athlone Press, London 1952.
- Mixed Memoirs. Paradigm Press, Gateshead 1983, ISBN 0-9506104-2-9.